# اوربانو سئا (بازیکن بسکتبال)
اوربانو سئا (اسپانیایی: Urbano Zea‎; ۶ اوت ۱۹۴۱ – ۳۰ مارس ۲۰۲۲) بازیکن بسکتبال اهل مکزیک بود. وی در بازی‌های المپیک تابستانی ۱۹۶۰ شرکت کرده‌است.